# Pristimantis metabates
Pristimantis metabates es una especie de anfibio anuro de la familia Craugastoridae.

## Distribución
Esta especie habita desde los 525 a 860 m de altitud:
- en la provincia de Zamora-Chinchipe en Ecuador;
- en el Valle del Río Marañón en la provincia de Bagua en la región Amazonas de Perú.[4]

## Descripción
Los machos miden de 28.4 a 32.2 mm y las hembras de 48.1 a 51.4 mm.

## Publicación original
- Duellman & Pramuk, 1999 : Frogs of the genus Eleutherodactylus (Anura: Leptodactylidae) in the Andes of northern Peru. Scientific Papers Natural History Museum the University of Kansas, n.º 13, p. 1-78[5]